# 郭柏灵
郭柏灵（1936年10月23日—），男，福建龙岩人，中国数学家，北京应用物理与计算数学研究所研究员，中国科学院院士。

## 生平
1958年毕业于复旦大学数学系。2001年当选为中国科学院院士。 